# Kluszewo
Kluszewo – wieś sołecka w Polsce, położona w województwie mazowieckim, w powiecie mławskim, w gminie Szydłowo.
| SIMC    | Nazwa            | Rodzaj     |
| ------- | ---------------- | ---------- |
| 1055925 | Kluszewo-Szajec  | przysiółek |
| 1055931 | Kluszewo-Zabrody | przysiółek |

W latach 1975–1998 miejscowość administracyjnie należała do województwa ciechanowskiego.

## Historia
W Słowniku historyczno – geograficznym ziem polskich w średniowieczu, na stronie 127 o miejscowości (oddalonej o 13 kilometrów od Mławy) Kluszewo, czytamy, cyt.: W 1506 roku Andrzej Kostka, s. Jana i Elżbiety z Kraszewa, medyk otrzymuje od kapituły płockirj. wieś Wodzymin oraz dziesięcinę snopkową ze wsi Kluszewo, Piegłowo i Sławogóra, wartości 60 florenów, jako wynagrodzenie (Kap. P 50, 71v; UKP 534); W 1508r kap. płoc. przeznacza dożywotnio szl. i znakomitemu Andrzejowi Kostce doktorowi medycyny wieś Cekanowo w dożywocie wraz z dzies. snop. także ze wsi Kluszewo, Piegłowo i Sławogóra (Kap. P 50, 86v).
Urodził się tu:
- Bolesław Stefan Babecki (ur. 31 marca 1893, zm. 22 marca 1978 w Warszawie) – podpułkownik artylerii Wojska Polskiego, kawaler Orderu Virtuti Militari.
- Wincenty Jerzy Babecki (ur. 18 kwietnia 1890, zm. 21 lutego 1980[9] w Warszawie) – pułkownik lekarz Wojska Polskiego, kawaler Orderu Virtuti Militari.